# Перекрестовка (Сумский район)
Перекрестовка (укр. Перехрестівка) — село,
Севериновский сельский совет,
Сумский район,
Сумская область,
Украина.
Код КОАТУУ — 5924786908. Население по переписи 2001 года составляло 30 человек.

## Географическое положение
Село Перекрестовка примыкает к селу Гриценково, на расстоянии до 1 км находятся сёла Загорское (Сумский городской совет) и Трофименково (Сумский городской совет).
Рядом проходят автомобильные дороги Н-07 и Р-44.